# زوزانا اوندراشکووا
 زوزانا اوندراشکووا (انگلیسی: Zuzana Ondrášková؛ زاده ۳ مهٔ ۱۹۸۰) یک تنیس‌باز اهل جمهوری چک است. 